# Arvid Lindman

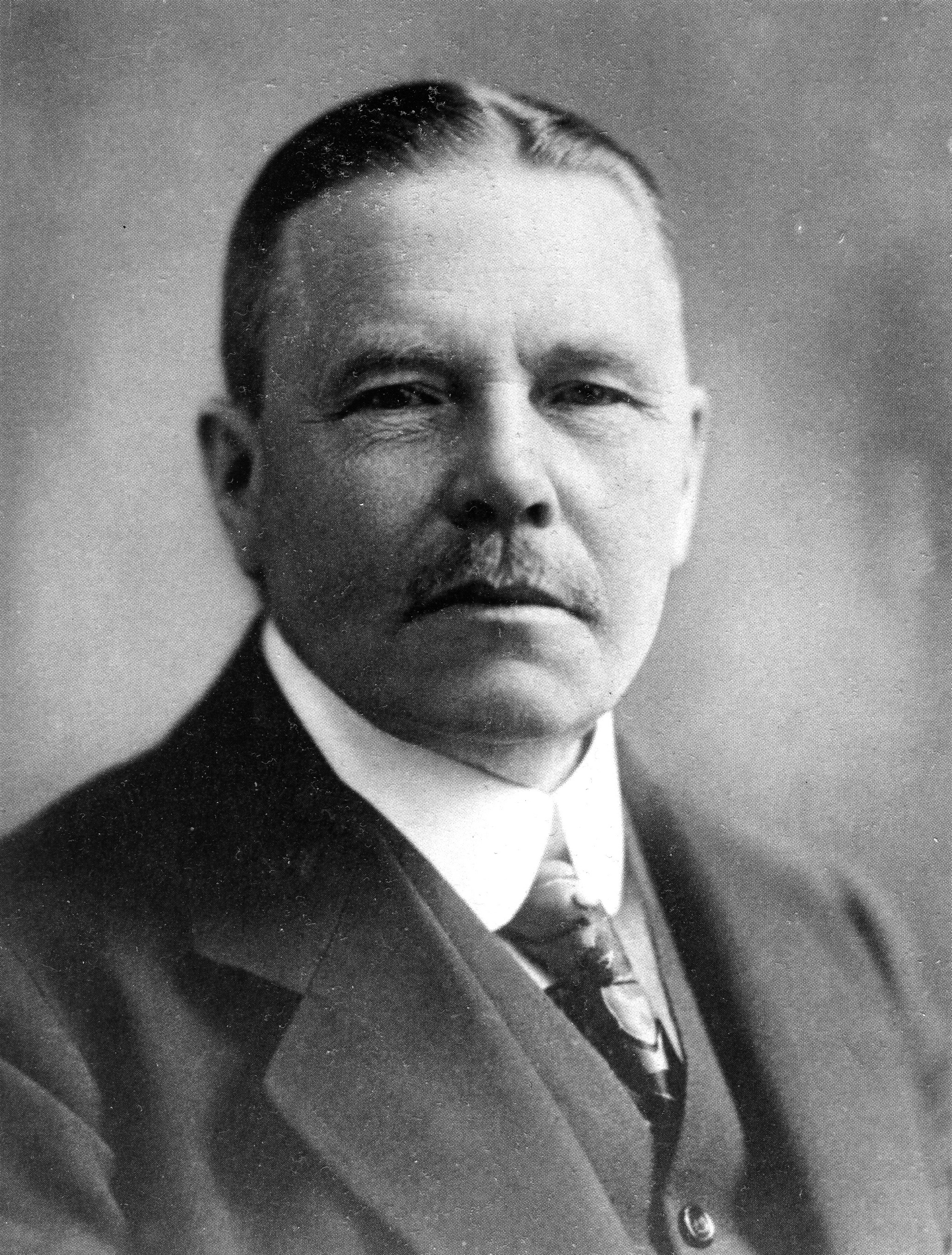
Arvid Lindman.

Salomon Arvid Achates Lindman (Uppsala, 19 september 1862 - Croydon, 9 december 1936) was een Zweeds eerste minister.

## Beroepsloopbaan
Van 1882 tot 1892 was hij marineofficier, wat in 1907 bekroond werd toen hij benoemd werd tot reserveschout-bij-nacht. 
In 1892 werd hij bedrijfsleider bij het hout- en staalindustrieconcern AB Iggesunds Bank in Hälsingland, wat hij van 1903 tot 1923 ook was bij het concern AB Strömbacka Bruks. Van 1904 tot 1907 was Lindman eveneens directeur-generaal van de staatstelefoonmaatschappij Televerket.

## Politieke loopbaan
In juli 1902 weigerde hij om minister van Financiën te worden in de regering van Erik Gustaf Boström.
In 1905 werd Lindman verkozen in de Eerste Kamer van de Rijksdag, waarna hij van augustus tot november 1905 minister van Marine was in de regering van Christian Lundeberg.
Nadat de regering van Karl Staaff viel over de vraag wat er met het stemrecht moest gebeuren, werd hij op 29 mei 1906 door koning Oscar II benoemd tot de nieuwe premier. Vanaf 1907 was hij ook minister van Oorlog.
Lindman, die een gematigd conservatieve regering had samengesteld, zou net als zijn voorgangers Lundeberg en Staaff bezighouden met het oplossen van het kiesrechtprobleem. Bij een kiesrechtshervorming die in 1907 werd goedgekeurd, werd er algemeen mannenstemrecht ingevoerd voor de Tweede Kamer van de Rijksdag. De Eerste Kamer werd ook deels gedemocratiseerd, maar toch bleef de tegenstellingen tussen de verschillende klassen erg groot. Dit leidde in 1909 tot een algemene staking die de relaties tussen de socialisten en liberalen enerzijds en de conservatieven anderzijds vertroebelden.
Hij deed ook heel wat industrie-, onderwijs- en sociale politieke hervormingen. Ook bouwde hij het Zweedse leger, de Zweedse marine en de Zweedse machtsstatus uit.
Nadat de socialisten en liberalen bij de verkiezingen van 1911 de parlementsmeerderheid verwierven, trad Lindman op 7 oktober 1911 af als premier van Zweden.
De volgende jaren was hij enkel afgevaardigde in de Tweede Kamer van de Rijksdag, waar hij van 1912 tot 1935 partijvoorzitter was van de Algemene Kiezersbond (Allmänna Valmansförbundet). In deze functie probeerde hij in de periode 1914-1917 en in de periode 1923-1924 de benoeming van Hjalmar Hammarskjöld, Carl Swartz en Ernest Trygger als premier te verhinderen. Deze drie mannen waren allemaal rechtsconservatieven. Van mei tot oktober 1917 was Lindman onder Swartz minister van Buitenlandse Zaken.
Nadat er tussen 1918 en 1921 verschillende kiesrechtshervormingen gebeurden, die uiteindelijk tot vrouwenstemrecht leidde, begon Lindman de Algemene Kiezersbond te moderniseren, net als zijn kiescampagnes. Voor zijn campagnes maakte hij zowel gebruik van stemborden als van vliegtuigen.
In 1921 ondertekende hij samen met andere leidende politici, waaronder premier Hjalmar Branting, het wetsontwerp voor de oprichting van een Staatsinstituut voor Rassenbiologie.
Na een hard gevoerde kiescampagne in 1928, wonnen de conservatieven de verkiezingen, waarna Lindman op 1 oktober 1928 door koning Gustaaf V voor de tweede maal benoemd werd tot premier. Toch leidde hij een minderheidsregering, omdat de vrijzinnigen noch de liberalen de regering wilde steunen. Wegens de opkomende economische crisis gebeurden er tijdens zijn tweede regeerperiode ook heel wat stakingen en wegversperringen, wat de regering probeerde te beëindigen. Dit zorgde er uiteindelijk voor dat hij op 6 juni 1930 moest aftreden.
In 1936 kwam hij op 76-jarige leeftijd om bij de crash van het KLM-toestel Lijster.
- Bibsys: 1085817
- Gemeinsame Normdatei: 128351535
- International Standard Name Identifier: 0000 0000 8254 8803
- KulturNav: f63d5059-84cb-49a2-a662-26ff444163fd
- Library of Congress Control Number: no2010161788
- LIBRIS: 270734
- Système universitaire de documentation: 170159272
- Virtual International Authority File: 67516277
- WorldCat: E39PBJwdfHG8r4KQ7VTbXXBVmd